# هيدروكلورثيازيد/تريامتيرين
هيدروكلورثيازيد/تريامتيرين ويُعرف أيضًا باسم كوتريامتيرزيد، هو مُركبٌ دوائي يتكون من هيدروكلورثيازيد وتريامتيرين. يُستعمل لعلاج ارتفاع ضغط الدم والتورم. يُستعمل خصوصًا لدى الأشخاص الذين يحصل لديهم نقص في بوتاسيوم الدم عند استعمال الهيدروكلورثيازيد فقط. يؤخذ هذا الدواء عبر الفم.
تحدثُ آثارٌ جانبية وتتضمن غثيان واضطراباتٍ في النوم ودوخة وهبوط الضغط الانتصابي ومشاكل الكلى والحساسية وشد عضلي. قد تحدث أيضًا آثارٌ جانبيةٌ خطيرة، وتتضمن فرط بوتاسيوم الدم. لا يوصى عمومًا باستعمال ذا الدواء خلال الحمل والرضاعة الطبيعية. لا يوصى باستعماله في الأشخاص الذين يعانون من مشاكل كلوية. يعملُ هيدروكلورثيازيد على تقليل ضغط الدم، أما تريامتيرين فيعمل على تقليل كمية البوتاسيوم المفقود.
تمت الموافقة على استعمال هذا المُركب الدوائي طبيًا في الولايات المتحدة في عام 1965. تُكلف الجرعة الشهرية من هذا الدواء في المملكة المتحدة حوالي 0.95 يورو لكل شهر في عام 2019، وذلك حسب هيئة الخدمات الصحية الوطنية. يُكلف هذا الدواء في الولايات المتحدة حوالي 3.90 دولار. في عام 2016، جاء هذا المُركب الدوائي في المرتبة 60 ضمن أكثر الوصفات الطبية في الولايات المتحدة مع أكثر من 12 مليون وصفة طبية.